# 伊斯萊省

伊斯萊省（西班牙語：Provincia de Islay），是秘魯的省份，位於該國南部阿雷基帕大區，首府是莫延多，始建於1862年12月19日，面積3,886平方公里，2007年人口52,264，人口密度每平方公里13.45人。